# Micklefield
Micklefield is een civil parish in het bestuurlijke gebied City of Leeds, in het Engelse graafschap West Yorkshire. De civil parish telt 1.852 inwoners.
Aberford · 
Ackworth · 
Addingham · 
Allerton Bywater · 
Alwoodley · 
Arthington · 
Austhorpe · 
Badsworth · 
Baildon · 
Bardsey cum Rigton · 
Barwick in Elmet and Scholes · 
Blackshaw · 
Boston Spa · 
Bramham cum Oglethorpe · 
Bramhope · 
Burley-in-Wharfedale · 
Carlton · 
Chevet · 
Clayton · 
Clifford · 
Collingham · 
Crigglestone · 
Crofton · 
Cullingworth · 
Darrington · 
Denby Dale · 
Denholme · 
Drighlington · 
East Hardwick · 
East Keswick · 
Erringden · 
Featherstone · 
Gildersome · 
Great and Little Preston · 
Harden · 
Harewood · 
Havercroft with Cold Hiendley · 
Haworth, Cross Roads and Stanbury · 
Hebden Royd · 
Hemsworth · 
Heptonstall · 
Hessle and Hill Top · 
Holme Valley · 
Horsforth · 
Huntwick with Foulby and Nostell · 
Ilkley · 
Keighley · 
Kippax · 
Kirkburton · 
Ledsham · 
Ledston · 
Lotherton cum Aberford · 
Meltham · 
Menston · 
Micklefield · 
Mirfield · 
Morley · 
Newland with Woodhouse Moor · 
Normanton · 
North Elmsall · 
Notton · 
Otley · 
Oxenhope · 
Parlington · 
Pool · 
Ripponden · 
Ryhill · 
Sandy Lane · 
Scarcroft · 
Shadwell · 
Sharlston · 
Silsden · 
Sitlington · 
South Elmsall · 
South Hiendley · 
South Kirkby and Moorthorpe · 
Steeton with Eastburn · 
Sturton Grange · 
Swillington · 
Thorner · 
Thorp Arch · 
Thorpe Audlin · 
Todmorden · 
Upton · 
Wadsworth · 
Walton (Leeds) · 
Walton (Wakefield) · 
Warmfield cum Heath · 
West Bretton · 
West Hardwick · 
Wetherby · 
Wilsden · 
Wintersett · 
Woolley · 
Wothersome · 
Wrose